# Coed Records
Coed Records fue una compañía discográfica estadounidense fundada en Nueva York por George Paxton y Marvin Cane en 1958. 

## Historia
La compañía tuvo su sede en el Brill Building. George Paxton produjo muchas de las canciones de este sello, la mayoría de las cuales eran de estilo Doo wop. Algunas de ellas entraron en las listas de éxitos de Estados Unidos. Entre 1958 y 1965, los artistas más importantes que publicaron con el sello incluyeron a The Crests, The Rivieras, The Duprees, Harptones, Trade Martin y Adam Wade, entre otros.
Frecuentemente, las grabaciones del sello contaron con el arreglista y compositor Fred Weismantel. Por otra parte, la experiencia al frente de varias Big Bands de George Paxton fue particularmente útil con grupos vocales como The Duprees, quienes combinaron voces grupales con una orquesta de swing deliberadamente nostálgica en éxitos como "You Belong to Me" y "Why Don't You Believe Me". Otros sencillos destacados incluyen "16 Candles" de The Crests y tres canciones de la llamada "serie de ángeles" del grupo, "The Angels Listened In", "Pretty Little Angel" y "Trouble In Paradise". Los últimos sencillos de Coed Records se lanzaron en 1965.
El futuro cofundador de A&M Records, Jerry Moss, comenzó su carrera musical promocionando el disco "16 Candles" de The Crests para Coed.
En abril de 2010, el catálogo de Coed Records fue adquirido por la firma de gestión de derechos Beach Road Music, LLC, con sede en Los Ángeles. En enero de 2011, Beach Road lanzó el álbum From The Vault: The Coed Records Lost Master Tapes Volume 1.